# Janowiec Wielkopolski
Janowiec Wielkopolski é um município da Polônia, na voivodia da Cujávia-Pomerânia e no condado de Żnin. Estende-se por uma área de 3,04 km², com 4 016 habitantes, segundo os censos de 2018, com uma densidade de 1321,1 hab/km².